# Love Shuffle
Love Shuffle è un dorama stagionale invernale in 10 puntate prodotto da TBS e mandato in onda nel 2009.

## Trama
I protagonisti sono tre uomini e una donna che vivono allo stesso piano di un condominio; presto finiscono col conoscersi e far amicizia l'uno con l'altro, in una maniera alquanto originale.
A Kei capita purtroppo per lui la sventura di dover rompere il fidanzamento con Mei; poco dopo rimarrà bloccato per un guasto dell'alta tensione all'interno dell'ascensore del palazzo in cui abita, assieme ad altri tre condomini: Airu, giovane interprete trilingue; Ojiro, un modello e fotografo; infine Masato, uno psichiatra.
In attesa che i pompieri giungano a sbloccare l'ascensore ed aprire le porte cominciano a conversare, ed il discorso presto cade sulle questioni sentimentali, in particolare su una: la questione verte sulla domanda se vi sia un unico partner destinato ad ogni persona nella vita, oppure no. Conseguentemente decidono di fare una prova, mischiare cioè le loro relazioni l'uno con l'altro.
Usami Kei è un impiegato che cerca di far carriera grazie al sostegno e all'appoggio di Mei, la figlia del presidente della sua azienda.

## Star ospiti
- Eugene Nomura - Kagawa Kosuke (ep1,3-4,6)
- Ryosuke Miki - Hayakawa Takeshi (ep3,7)
- Junichi Gamo - Game Center Clerk (ep3)
- Shunsuke Daitō - Takigawa Yoji (ep4)
- Toshihori Omi - Kamijyo Hiroya (ep6)
- Yoshihiko Hakamada - Kamei Goro (ep7-10)
- Masako Umemiya - Kamei Mie (ep7, 9)

## Episodi
1. Let's Exchange Lovers?
2. Is There Only One Destined Soul Mate?
3. Is This Love or Friendship?
4. I Will Be The One to Protect You
5. My Search For Work and a Poolside Confession
6. The One Who Resembles My Former Girlfriend is You
7. Confession on a Night with a Full Moon
8. A Kiss That's Sudden Like a Blaze
9. The Flip Side of Love is Loneliness
10. For the Sake of Meeting One's Destined Soul Mate